# Путивль
Пути́вль (укр. Путивль) — город в Конотопском районе Сумской области Украины. До 2020 года был административным центром Путивльского района, ныне упразднённого.

## Географическое положение
Путивль находится на правом берегу реки Сейм, в 24 км от одноимённой железнодорожной станции.
На расстоянии до 1,5 км от города расположены сёла Минаково, Сыромятниково, Толчениково, Бобино, Чернобровкино, Селезневка и Пруды. На противоположном берегу реки Сейм находятся сёла Корольки и Скуносово.
Река Сейм в районе Путивля извилистая, образует старицы и протоки.
Через город проходят автомобильные дороги Т-1908, Т-1911 и Т-1914.

## История
Путивль впервые упоминается в Ипатьевской летописи под 1146 годом. Вероятно, город основан ещё в XI веке на месте поселения роменской культуры. C 1054 года Путивль входил в состав Черниговской земли, с 1097 года — в состав Новгород-Северского княжества. В XII—XIII веках город был центром удельного княжества. Путивль упомянут в «Слове о полку Игореве».
Название города происходит от местного гидронима Путивлька (приток реки Сейм) либо от гипотетического древнерусского личного имени Путив (*Пꙋтивъ) или Путим (*Пꙋтимъ).
В ходе монголо-татарского нашествия город был сожжён, но вскоре восстановлен. В 60-х годах XIV века Путивль вошёл в состав Великого княжества Литовского, где относился к удельному Киевскому княжеству. В конце XV века стал центром повета в составе Киевского воеводства. Город играл важную роль как торговый пункт на пути из Крыма в Москву.
В 1500 году в ходе русско-литовской войны Путивль был занят русскими войсками, с 1503 года вошёл в состав Русского государства. Впоследствии Путивльская крепость стала важным стратегическим пунктом, одним из центров пограничной «сторожевой службы». До 1523 года город входил в состав владений Василия Шемячича, затем им управляли московские наместники и воеводы. В приказных делах XVI века встречается упоминание о путивльских черкасах, состоявших на русской военной службе. По сообщению Александра Гваньини, в Путивле находился «большой деревянный замок» и насчитывалось 4700 домов.
В 1604 году Путивль оказался одним из первых городов, сдавшихся Лжедмитрию I, а в 1605 стал его опорной базой. «Маленький Путивль сделался на некоторое время оживлённою и многолюдною столицею, — писал историк Н. И. Костомаров. — С разных сторон Руси туда беспрепятственно прибывали охотники служить Димитрию. Многолюдство привлекло туда и торговцев». В 1606 году город был центром восстания Ивана Болотникова. В ходе русско-польской войны 1609—1618 годов Путивль захватили запорожские казаки, почти год (1612—1613) город находился под властью Михаила Вишневецкого. В 1617 году горожане отразили нападение 12-тысячного запорожского войска во главе с Юрием Вишневецким. За годы Смуты размеры посада Путивля уменьшились в 7 раз (с 700 до 96 дворов), его население разбежалось. В 1633 году в ходе Смоленской войны успешно отражена осада города крупным польско-запорожским войском. В 1654 году эпидемия моровой язвы унесла жизни 20 % горожан. Несмотря на перипетии, Путивль оставался самым многолюдным городом в регионе, однако уже к 1722 году стал уступать в численности населения соседним Рыльску, Севску и Брянску.
В 1708—1719 годах Путивль — уездный город Киевской губернии, а затем Севской провинции Киевской (1719—1727 годы) и Белгородской губерний (1727—1779 годы). С 1779 года Путивль находится в составе Курского наместничества, в 1796—1924 годах — уездный город Курской губернии Российской империи (позднее Российской республики и РСФСР).
В конце XIX века в уездном городе Путивле насчитывалось около 9 тысяч жителей. Здесь находились 9 каменных и 2 деревянные церкви, Молчанский мужской монастырь. Имелись женская прогимназия, ремесленное и городское училища.
12 мая 1924 года Путивль стал центром волости в составе Рыльского уезда Курской губернии. Путивльская волость занимала площадь 862 км², включая в себя 22 сельсовета с 222 селениями, 8679 дворами и более чем 42 тыс. жителей. 16 октября 1925 года Путивль с окрестными селениями был передан из состава РСФСР в состав Глуховского округа Украинской ССР. С 1927 года и до Второй мировой войны новообразованный Путивльский район существовал на правах русского национального района. В 1932—1939 годах Путивль входил в состав Черниговской области, с 1939 года — в составе Сумской области.
В ходе Великой Отечественной войны 11 сентября 1941 года Путивль был оккупирован немецкими войсками. В ночь на 27 мая 1942 года, после разгрома в близлежащих сёлах немецких и венгерских гарнизонов, брошенный оккупантами город занят партизанским соединением под командованием С. А. Ковпака. Партизаны контролировали город в течение дня, освободили заключённых из тюрьмы, взяли большие трофеи, вывезли и частично раздали населению продукты из продовольственных складов.
2 сентября 1943 года в ходе Черниговско-Припятской наступательной операции части Красной армии окончательно освободили Путивль от немецкой оккупации.
В 1986 году город Путивль получил статус историко-культурного заповедника (в его составе: краеведческий музей, музей партизанской славы «Спадщанский лес», музей оружия и военной техники в Спадщанском лесу).
Согласно данным переписи 2001 года, русские составляли 48,5 % всего населения города и 51,6 % населения Путивльского района. В быту они говорят на путивльском диалекте курско-орловской группы говоров южнорусского наречия.
С 2020 года город в составе Конотопского района Сумской области.
С февраля по апрель 2022 года, в ходе полномасштабного вторжения России в Украину, город находился под российской оккупацией, но вскоре ВС РФ отступили из Путивля, как и других ранее оккупированных ими территорий Сумской области.
23 июня 2025 года Россия нанесла удар по гражданской инфраструктуре Путивля. Пострадали 11 человек, среди них двое детей и беременная женщина.

## Население
| Год  | 1897 | 1920 | 1923 | 1926 | 1931 | 1933 | 1939 | 1959 | 1970   | 1974   | 1979   | 1989   | 1992   | 1998   |
| ---- | ---- | ---- | ---- | ---- | ---- | ---- | ---- | ---- | ------ | ------ | ------ | ------ | ------ | ------ |
| Чел. | 9955 | 7687 | 8382 | 7999 | 6701 | 6727 | 9101 | 8993 | 15 059 | 16 800 | 17 780 | 19 342 | 19 600 | 19 300 |

| Год  | 2001   | 2003   | 2004   | 2005   | 2006   | 2007   | 2008   | 2009   | 2010   | 2011   | 2012   | 2013   | 2014   | 2018   |
| ---- | ------ | ------ | ------ | ------ | ------ | ------ | ------ | ------ | ------ | ------ | ------ | ------ | ------ | ------ |
| Чел. | 17 354 | 17 061 | 16 897 | 16 692 | 16 685 | 16 739 | 16 738 | 16 674 | 16 552 | 16 468 | 16 344 | 16 317 | 16 175 | 15 643 |

| Год  | 2020   | 2022   |
| ---- | ------ | ------ |
| Чел. | 15 260 | 14 886 |

По данным Всеукраинской переписи 2001 года население города составило 17 274 человека. Национальный состав: украинцы — 50,5 %, русские — 48,5 %.
В 2020 году в Путивле насчитывалось 15,3 тыс. жителей.

### Языковой состав
Родной язык населения по данным переписи 2001 года:
| Родной язык | Численность, чел. | Доля     |
| ----------- | ----------------- | -------- |
| Украинский  | 6 365             | 36,85 %  |
| Русский     | 10 858            | 62,86 %  |
| Другое      | 51                | 0,29 %   |
| Итого       | 17 274            | 100,00 % |

В настоящее время украинский язык является официальным и основным языком города.
По данным Государственной службы статистики Украины в 2023/24 учебном году все 91 513 учащихся в учреждениях общего среднего образования в Сумской области обучались в украиноязычных классах.

## Экономика
- ССК «Ярославна»
- ОАО «Птицехозяйство им. Путивльских Партизан»
- ЧП «Прибормашсервис»
- ООО «Путивль-хлеб»
- ООО «Колос»
- ЧПП «Сейм» (бывший Путивльский завод радиодеталей)[41]

## Объекты социальной сферы
- Путивльский колледж Сумского национального аграрного университета
- Путивльский педагогический колледж имени С. В. Руднева
- Путивльский профессиональный лицей
- Общеобразовательный лицей № 1 имени Радика Руднева
- Общеобразовательный лицей № 2 имени Г. Я. Базымы
- Путивльская специализированная художественная школа-интернат
- Центр внешкольной работы
- Путивльская центральная районная больница
- Учебно-воспитательное объединение
- Путивльский спортивно-технический клуб ОСО Украины

## Достопримечательности
Среди архитектурных памятников Путивля наиболее значимыми являются Молченский (Молчанский) монастырь с собором Рождества Богородицы (XVI—XVII века), комплекс Святодуховского монастыря со Спасо-Преображенским собором (XVII век) и церковь Николы Казацкого (XVIII век).

## Известные люди
- Ковпак, Сидор Артемьевич (1887—1967) — командир Путивльского партизанского отряда и Сумского партизанского соединения, дважды Герой Советского Союза (1942, 1944). В 1937—1941 годах — председатель Путивльского горисполкома[7].
- Руднев, Семён Васильевич (1899—1943) — Герой Советского Союза (1944, посмертно). В 1940—1941 годах — председатель Путивльского совета Осоавиахима.
- Сазанов, Виктор Иванович (1879—1967) — советский учёный, агротехник, растениевод, доктор сельскохозяйственных наук, профессор. Уроженец города Путивля.
- Свириденко, Павел Алексеевич (1893—1971) — советский зоолог, академик Академии наук Украинской ССР (с 1948 года). Уроженец города Путивля.
- Талдыкин, Иван Гордеевич (1910—1945) — советский лётчик-истребитель, подполковник ВВС СССР и Войска Польского. Уроженец Путивля.
- Угрюмов, Николай Степанович (1902—1982) — Герой Советского Союза (1940), уроженец города Путивля.

## Галерея
- Молченский (Молчанский) монастырь
- Спасо-Преображенский собор (1617—1707)[42][43]
- Колокольня Святодуховского монастыря (1697—1707)[44][45]
- Церковь Николы Великорецкого[46] (Николы Казацкого[3][47])
- Здание земской управы (1878—1881)[48]
- Здание бывшего ремесленного училища (1886)[49]
- Торговые ряды (1858—1863)[50]
- Историко-культурный музей-заповедник
- Путивль в начале XX века. Курская улица
- Путивль в начале XX века. Вид со стороны Сейма
- Путивль в начале XX века. Благовещенская церковь (1825)[51]
- Путивль в начале XX века. «Городок» и церковь Николы Можайского (1863)[52]
- Путивль в начале XX века. Общий вид города
- Путивль в начале XX века. Разлив Сейма
- Путивль в 1943 году